# Thực vật hai lá mầm

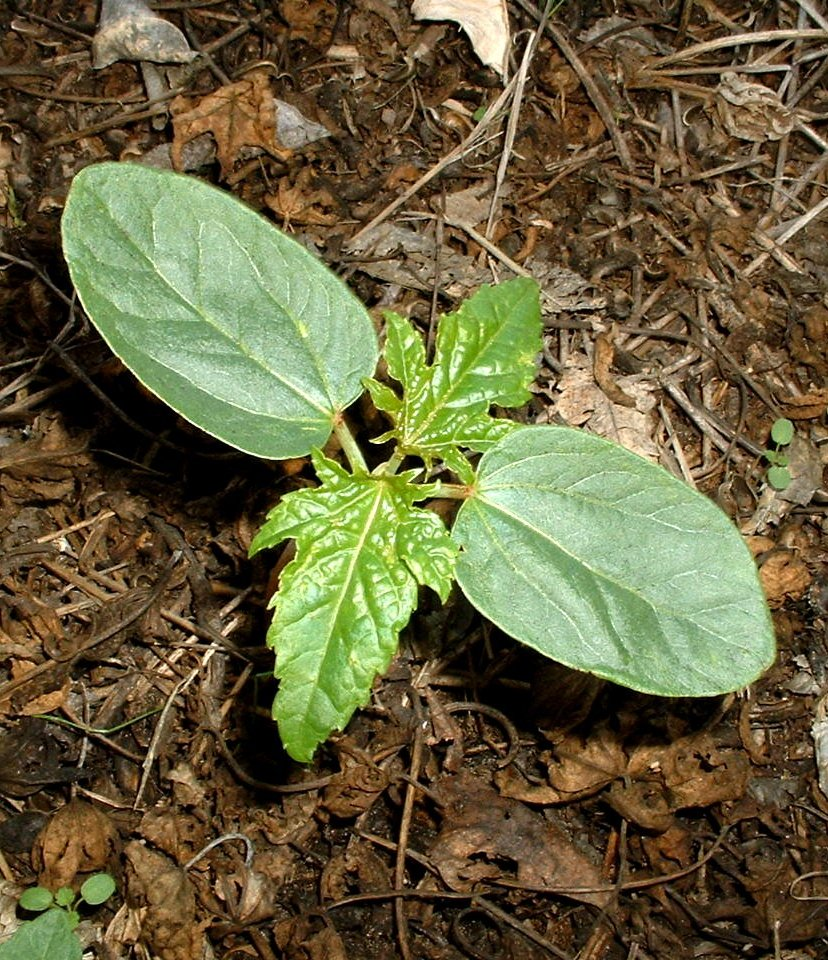
Cây thầu dầu non, một chứng cứ rõ ràng về hai lá mầm của nó, khác với lá của cây trưởng thành

Thực vật hai lá mầm (Magnoliopsida) là tên gọi cho một nhóm thực vật có hoa ở cấp độ lớp mà hạt thông thường chứa hai lá trong phôi hay hai lá mầm. Theo Sách đỏ IUCN, có khoảng 199.350 loài trong nhóm. Thực vật có hoa mà không phải là thực vật hai lá mầm thì thuộc thực vật một lá mầm, thông thường có một lá mầm.
Hiện nay nhờ các nghiên cứu của APG người ta chấp nhận rằng thực vật một lá mầm đã tiến hóa từ trong thực vật hai lá mầm, cũng như thực vật hai lá mầm tạo thành một nhóm cận ngành. Điều này có nghĩa là thực vật hai lá mầm sẽ không còn được coi là một nhóm "tốt", và tên gọi "thực vật hai lá mầm" (dicotyledons hay dicots) sẽ không còn được sử dụng nữa, ít nhất là trong ngữ cảnh phân loại học. Tuy nhiên, phần chủ yếu của thực vật hai lá mầm cũ sẽ tạo thành nhóm đơn ngành được gọi là thực vật hai lá mầm thật sự (eudicots) hay ba đường xoi (tricolpates) của phấn hoa. Chúng có thể phân biệt với tất cả các loài thực vật có hoa còn lại nhờ cấu trúc phấn hoa của chúng. Các loài thực vật một lá mầm và các loài còn lại của thực vật hai lá mầm có phấn hoa đơn rãnh, hoặc tạo thành các dạng tiến hóa từ chúng, trong khi thực vật hai lá mầm thực thụ có phấn hoa dạng ba đường xoi hay các dạng tiến hóa từ chúng (phấn hoa có 3 hoặc nhiều hơn các bộ lỗ chân lông trong các đường xoi gọi là colpus.
Thông thường, thực vật hai lá mầm từng còn có tên gọi khoa học khác là Dicotyledones (hay Dicotyledoneae), ở cấp độ bất kỳ. Nếu coi như là một lớp, như trong hệ thống Cronquist, chúng có thể gọi là Magnoliopsida theo chi điển đình là chi Mộc lan (Magnolia). Trong một số sơ đồ, thực vật hai lá mầm được coi như là một lớp riêng, là lớp Hoa hồng (Rosopsida theo chi điển hình: chi Hoa hồng - Rosa), hoặc coi như là các lớp riêng rẽ. Phần còn lại của thực vật hai lá mầm (thực vật hai lá mầm cổ-paleodicots) có thể giữ trong một lớp cận ngành duy nhất, gọi là Magnoliopsida, hoặc được phân chia tiếp.

## Tên gọi Magnoliopsida

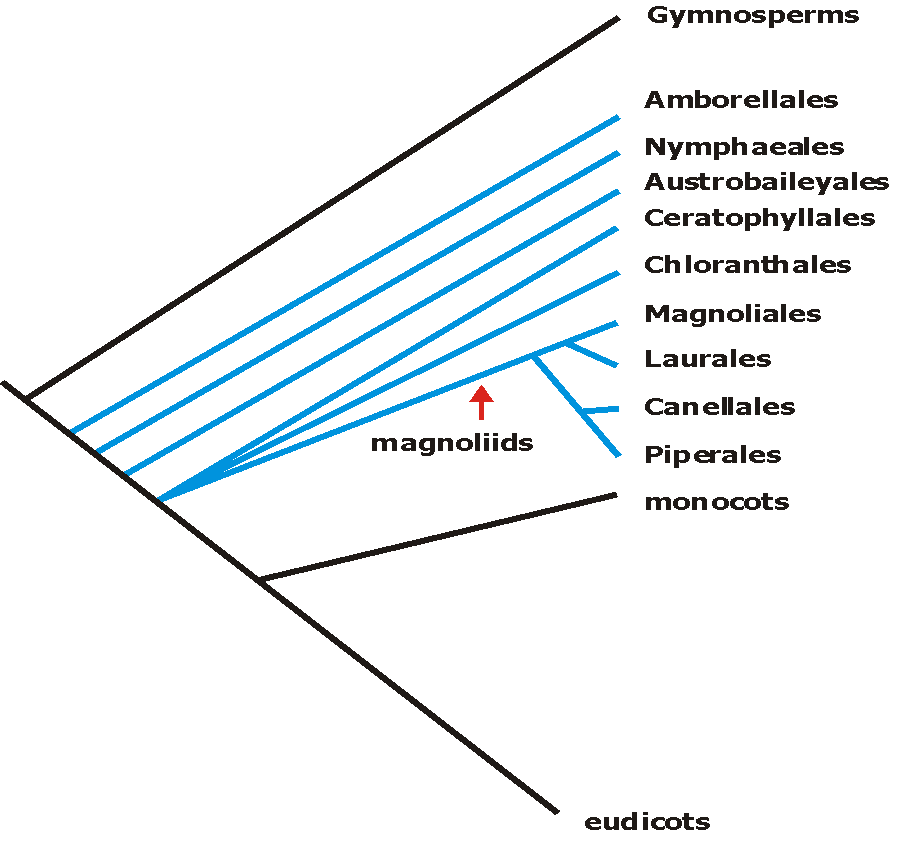
Trong mô hình phát sinh loài này, thực vật hai lá mầm là tổ hợp của hai nhóm, bao gồm paleodicots (phần màu xanh) và eudicots. Như vậy nó là đa ngành và không thích hợp để coi là một lớp sinh học.

Magnoliopsida là một tên gọi thực vật cho cấp độ lớp: tên gọi này được tạo thành bằng cách thay thế âm tiết -aceae trong tên gọi Magnoliaceae bằng âm tiết -opsida (Điều 16 của ICBN). Lớp này cần thiết phải bao gồm họ Magnoliaceae, nhưng những họ khác thì không nhất thiết phải đưa vào.
Giới hạn của lớp này thay đổi theo từng hệ thống phân loại được sử dụng. Wikipedia chấp thuận hệ thống APG, trong đó chỉ sử dụng các tên gọi khoa học cho thực vật ở mức bộ và dưới nó. Trên mức bộ, APG sử dụng tên gọi riêng của chính mình, chẳng hạn thực vật hạt kín (angiosperms), thực vật hai lá mầm thật sự (eudicots), thực vật một lá mầm (monocots), nhánh hoa Hồng (rosids), nhánh Cúc (asterids) v.v. Trong hệ thống APG (và vì thế trong Wikipedia) lớp Magnoliopsida không được định nghĩa.

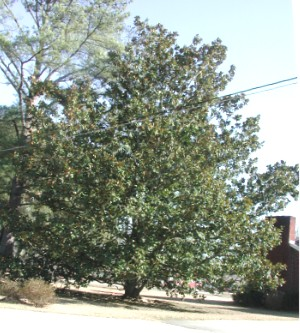
Cây mộc lan

Trên thế giới, trong các giới hạn lớn và phổ biến của Magnoliopsida là:
- Nhóm mà gọi khác đi là thực vật hai lá mầm (dicots) hay Dicotyledones. Sử dụng các thuật ngữ này thấy trong phần lớn các phiên bản của hệ thống Cronquist. Hệ thống APG là không thay đổi trong đề cập tới dicotyledons như là một nhóm đa ngành và vì thế nó không được coi là đơn vị phân loại hiện hữu trong Wikipedia.
- Các thực vật có hoa hay thực vật hạt kín (Angiospermae). Ví dụ về Magnoliopsida = Angiospermae Lưu trữ ngày 6 tháng 2 năm 2006 tại Wayback Machine

## Phân loại
Danh sách dưới đây là các bộ (trước đây được đặt trong thực vật hai lá mầm) với vị trí mới của chúng trong hệ thống APG cũng như các bộ trong hệ thống Cronquist cũ, hiện vẫn còn được sử dụng rộng rãi.
| APG II | Hệ thống Cronquist |
| Palaeodicots - Thực vật hai lá mầm cổ: Các bộ cơ bản - Amborellales - Nymphaeales - Austrobaileyales - Chloranthales - Ceratophyllales Palaeodicots: Phức hợp Magnoliids - Magnoliales - Laurales - Piperales - Aristolochiales - Canellales Eudicots hay Thực vật hai lá mầm thật sự Các bộ thực vật hai lá mầm thật sự cơ sở (basal eudicots) - Ranunculales - Sabiales - Proteales - Trochodendrales - Buxales - Gunnerales - Berberidopsidales Các bộ thực vật hai lá mầm thật sự phần lõi (core eudicots) - Dilleniales - Caryophyllales - Santalales - Saxifragales Rosids - Nhánh hoa Hồng Các bộ Rosids cơ sở - Vitales - Crossosomatales - Geraniales - Myrtales Eurosids I (Nhóm hoa Hồng thật sự I) - Zygophyllales - Celastrales - Malpighiales - Oxalidales - Fabales - Rosales - Cucurbitales - Fagales Eurosids II (Nhóm hoa Hồng thật sự II) - Huerteales - Brassicales - Malvales - Sapindales Asterids- Nhánh hoa Cúc Các bộ Asterids cơ sở - Cornales - Ericales Euasterids I (Nhóm hoa Cúc thật sự I) - Garryales - Gentianales - Lamiales - Solanales - Chưa đúng chỗ: Boraginaceae Euasterids II (Nhóm hoa Cúc thật sự II) - Aquifoliales - Apiales - Asterales - Dipsacales | Magnoliopsida Magnoliidae (chủ yếu là thực vật hai lá mầm cơ sở) - Magnoliales - Laurales - Piperales - Aristolochiales - Illiciales - Nymphaeales - Ranunculales - Papaverales Hamamelidae - Trochodendrales - Hamamelidales - Daphniphyllales - Didymelales - Eucommiales - Urticales - Leitneriales - Juglandales - Myricales - Casuarinales Caryophyllidae - Caryophyllales - Polygonales - Plumbaginales Dilleniidae - Dilleniales - Theales - Malvales - Lecythidales - Nepenthales - Violales - Salicales - Capparales - Batales - Ericales - Diapensiales - Ebenales - Primulales Rosidae - Rosales - Fabales - Proteales - Podostemales - Haloragales - Myrtales - Rhizophorales - Cornales - Santalales - Rafflesiales - Celastrales - Euphorbiales - Rhamnales - Polygalales - Sapindales - Geraniales - Apiales Asteridae - Gentianales - Solanales - Lamiales - Callitrichales - Plantaginales - Scrophulariales - Campanulales - Rubiales - Dipsacales - Calycerales - Asterales |

## So sánh vớithực vật một lá mầm
Phần lớn các sách giáo khoa liệt kê sự khác nhau giữa thực vật hai lá mầm và thực vật một lá mầm như sau (nó chỉ là phác thảo chung, không nhất thiết phải chính xác theo đúng nghĩa đen một cách tuyệt đối):
- Hạt: Phôi của thực vật một lá mầm có một lá mầm trong khi phôi của thực vật hai lá mầm có hai.
- Hoa: Số cánh hoa trong thực vật một lá mầm là bội số của 3 trong khi ở thực vật hai lá mầm là bội số của 4 hay 5.
- Thân cây: Ở thực vật một lá mầm thì các bó mạch thân cây là phân tán, trong khi ở thực vật hai lá mầm thì chúng tạo thành vòng.
- Phấn hoa: Ở thực vật một lá mầm, phấn hoa có 1 rãnh dài hay lỗ chân lông trong khi ở thực vật hai lá mầm thì chúng có 3.
- Rễ: Ở thực vật một lá mầm thì các rễ là loại rễ chùm, trong khi ở thực vật hai lá mầm chúng mọc ra từ rễ mầm.
- Lá: Ở thực vật một lá mầm, các gân lá chính là song song, hình cung trong khi ở thực vật hai lá mầm chúng có dạng hình mạng.